# Келлська книга
Ке́ллська кни́га (також відома як Кни́га Колу́мби, ірл. Leabhar Cheanannais, англ. Book of Kells) — ілюстрована рукописна книга, створена ірландськими (кельтськими) ченцями наприкінці VIII — на початку IX ст.
Келлська книга одна з найщедріше прикрашених витонченими мініатюрами та орнаментами з-поміж середньовічних рукописів, що дійшли до нас. Завдяки техніці виконання та красі візерунків, багато дослідників розглядають її як найзначніший твір середньовічного ірландського мистецтва.
Манускрипт складається з чотирьох Євангелій латинською мовою, вступу та тлумачення. Книга складається з 340 пергаментних аркушів, названих фоліями. Велика частина аркушів є частиною подвійних сторінок (розворотів), так званих біфолій, але деякі аркуші є одинарними.
Рукопис зберігається в бібліотеці Триніті-коледжу в Дубліні, Ірландія.

## Історія

### Створення

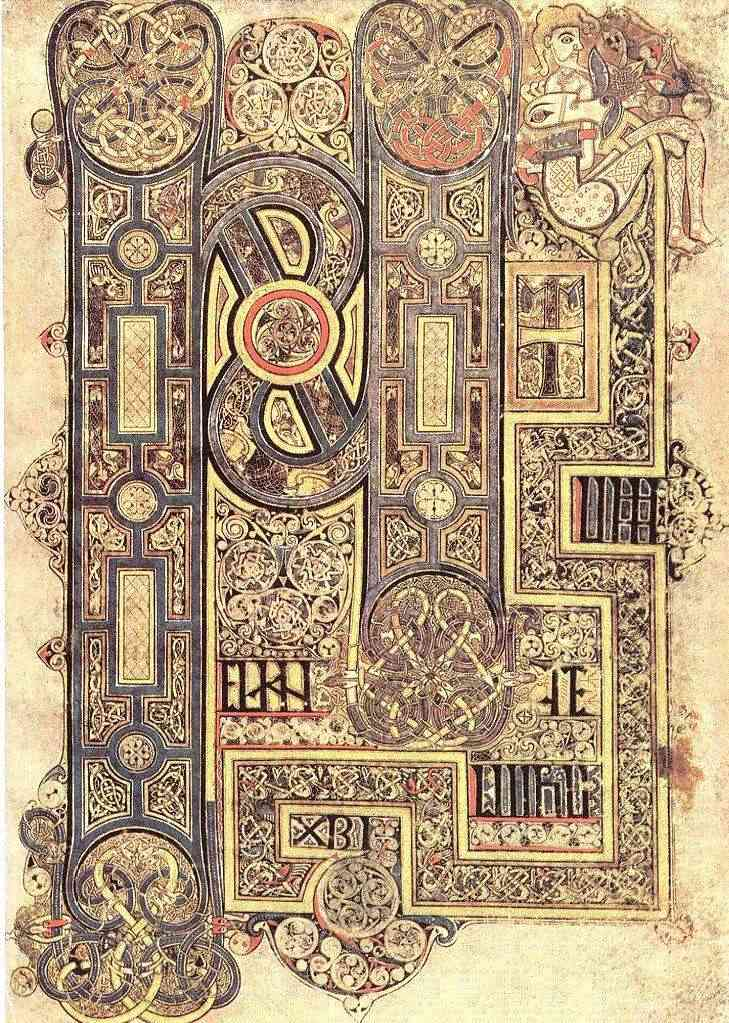
Фолія 130r. Інципіт (початкові літери) Євангелія від Марка

Згідно з основною версією її походження, книга була створена в скрипторії Монастиря святого Колумби на острові Йона наприкінці VIII — початку IX століття. Після того, як монастир був розгромлений норманами, книга була перевезена ченцями в Ірландію, в Келлське абатство (монастир), звідки манускрипт і отримав свою назву.
Келлська книга — вершина майстерності у створенні рукописних книг в період з кінця VI до початку IX століть в монастирях Ірландії, Шотландії та Північної Англії, а також в заснованих вихідцями з Ірландії та Англії монастирях на європейському континенті.
Книга зберігалася в Келлському абатстві протягом майже усього середньовіччя. Цей монастир був заснований в місті Келлс (графство Міт, Ірландія) на початку IX століття, за часів постійних вторгнень вікінгів, ченцями з острова Йони. Після того, як цей острій став надто небезпечним для життя через набіги норманів, більшість ченців перебралася в Келлське абатство, яке стало центром чернечого товариства, що було засноване святим Колумбаном.
Про дату і місце створення манускрипту велися запеклі суперечки. Традиція приписувала створення книги самому святому Колумбанові, але палеографічні дослідження відсунули створення цієї книги на пізнішу дату, приблизно до 800 року.
Крім основної, існує ще як мінімум чотири різних теорії про місце створення манускрипту. Згідно з однією з них, на острові Йона книга була тільки почата, а робота над нею була продовжена в Келлському абатстві. За другою версією, книга була цілком створена в скрипторії Келлського абатства. За третьою версією, книга була створена на півночі Англії, можливо в Ліндісфарні, потім перевезена на острів Йона, а звідти — до Келлського абатства. І, нарешті, книга могла бути створена в невідомому монастирі в Шотландії. Можливо, точне місце створення так ніколи і не буде встановлене.
З манускриптів (ілюміновані Євангелія), що збереглися з того часу можна відзначити Житіє святого Колумбана, Ambrosiana Orosius, фрагмент євангелія з бібліотеки Даремського собору (усі — початок VII століття), Книгу з Дарроу (друга половина VII століття). З книг, створених на початку VIII століття, збереглися Даремський євангеліарій, Євангеліє з Ехтернаху, Ліндісфарнський євангеліарій та Лічфілдське євангеліє. Санкт-Галленське євангеліє та Євангеліє Макрегала були створені наприкінці VIII століття. На початку IX століття були створені Армська книга (датується 807—809 роками), фрагмент з Турина та Євангеліє Макдурна. Ці манускрипти мають спільні риси, що дозволяє дослідникам зараховували їх до однієї традиції.

### Середньовічний період
В XII столітті — на початку XI століття Келлська книга перебувала в Келлському абатстві. У Хроніках Ольстеру у записі від 1006 року сказано: «…велике Євангеліє Колумби, головна реліквія Західного світу, була викрадена вночі із західної ризниці великої кам'яної церкви в Кенаннасі через свій розкішний оклад». Манускрипт було знайдено через декілька місяців без свого прикрашеного золотом та коштовностями окладу «під дерном». Якщо, як вважається, мова йде саме про Келлську книгу, то це перша згадка про її місцезнаходження у джерелах. Можливо, саме після цього викрадення книга втратила ряд початкових та кінцевих аркушів.
Письменник XII століття, Гіральд Камбрійський, у своїй книзі «Topographia Hibernica» описує бачене ним у Кілдарі велике Євангеліє, опис якого відповідає Келлській книзі:
| Ця книга містить гармонію чотирьох євангелістів відповідно до Ієроніма, майже кожна сторінка в ній прикрашена по-різному, різними кольорами. У ній ти можеш бачити обличчя Господа, божественно намальоване, тут є містичні символи євангелістів, кожен з крилами, з шістьма, з чотирма, з двома; тут орел, там тілець, тут людина, а там лев, і багато інших фігур. Подивишся на них поверховим поглядом, і ти подумаєш, що це підчистки, а не візерунок. Прекрасне мистецтво поруч з тобою, але ти можеш не помітити його. Ти виявиш лабіринти ліній, таких тонких і витончених, повних переплетень і зв'язків, з квітами такими свіжими і живими, що ти можеш сказати, що це - робота янгола, а не людини[14]. |
Оскільки Гіральд каже, що бачив цю книгу в Кілдарі, можливо, що він бачив інший, нині загублений, рукопис, рівний за якістю Келлській книзі, або, можливо, він помилився з місцезнаходженням цього манускрипту.
Келлське абатство було розпущено в ході церковних реформ в XII столітті. Монастирська церква була перетворена до парафіяльну, в якій продовжувала зберігатися Келлська книга.

### Сучасний період

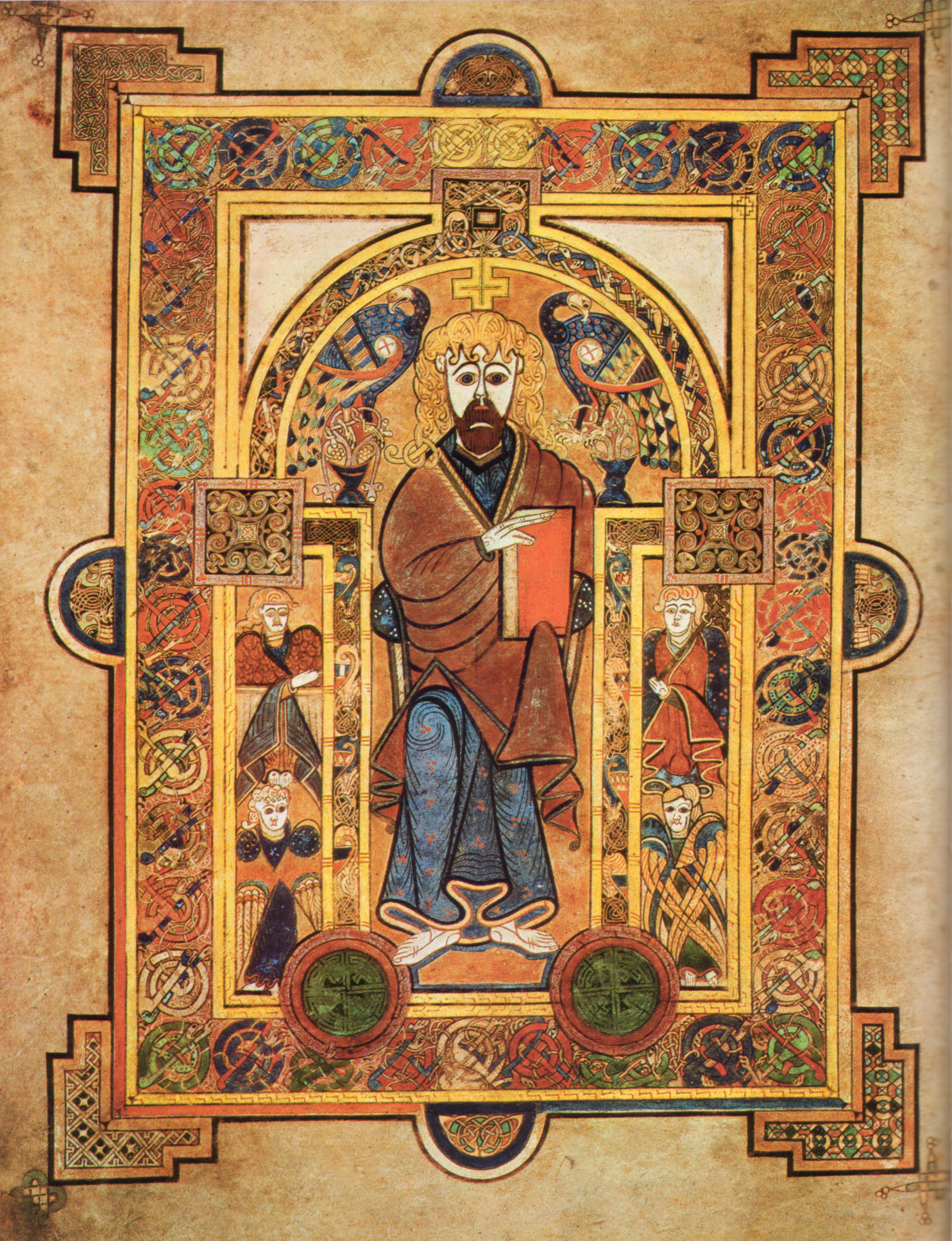
Фолія 32v, на якому знаходиться зображення Христа

Келлська книга зберігалася у Келлсі до 1654 року, коли кавалерія Олівера Кромвеля розташувалася у цій церкві, і правитель міста відіслав книгу для її безпеки в Дублін. Книга була подарована Триніті-коледжу у Дубліні в 1661 році Генрі Джонсом, місцевим єпископом. За винятком коротких періодів перебування на виставках, Келлська книга знаходиться в бібліотеці цього коледжу з XVII століття дотепер.
У XVI столітті Джеральдом Планкеттом на берегах аркушів римськими цифрами була проставлена нумерація розділів Євангелія, згідно з поділом на розділи, запропонованим у XIII столітті архієпископом Кентерберійським Стефаном Ленгтоном. У 1621 році сторінки книги були пронумеровані єпископом Джеймсом Ашером. У 1849 році королеву Вікторію та принца Альберта попросили залишити свої підписи у рукописі. Вони залишили свої підписи на сучасному форзаці книги. Ця сторінка була видалена у 1953 році при реставрації манускрипту.
Протягом минулих сторіч книгу неодноразово переплітали та реставрували. Під час палітурних робіт у XVIII столітті аркуші були обрізані, щоб привести їх до одного формату, при цьому фрагменти зображень були втрачені. Книга була переплетена в 1895 році, але ця обкладинка швидко зужилася. З кінця 1920-х років кілька аркушів зберігалося окремо. У 1953 році рукопис був переплетений Роджером Пауелом у чотири томи.
У 2000 році відокремлений том, що містить Євангеліє від Марка, побував на виставці рукописів в Канберрі, Австралія. Це була четверта закордонна виставка Келлської книги. Під час перельоту, том отримав «невеликі руйнування пігменту» через вібрації авіамоторів.

### Репродукції
У 1951 році швейцарське видавництво Урс Граф-Ферлаг Берн випустило факсимільне видання твору. Більша частина сторінок була відтворена в чорно-білому варіанті. 48 сторінок, зокрема, були відтворені в кольорі, включаючи всі повносторінкові ілюстрації.
У 1979 році інше швейцарське видавництво, Факсиміле Ферлаг Лазерне попросило дозвіл на випуск повнокольорового факсиміле-видання. Спочатку Триніті-коледж відмовив йому через побоювання пошкодити книгу. У 1986 році після розробки безпечного процесу для зняття фотокопій, який виключає дотик до сторінок, дозвіл було отримано. Видання вийшло в 1990 році в 2-х томах, у першому — факсиміле книги, у другому коментарі вчених. Доступна також CD версія з відсканованими зображеннями сторінок факсиміле-видання та коментарями дослідників.

## Опис

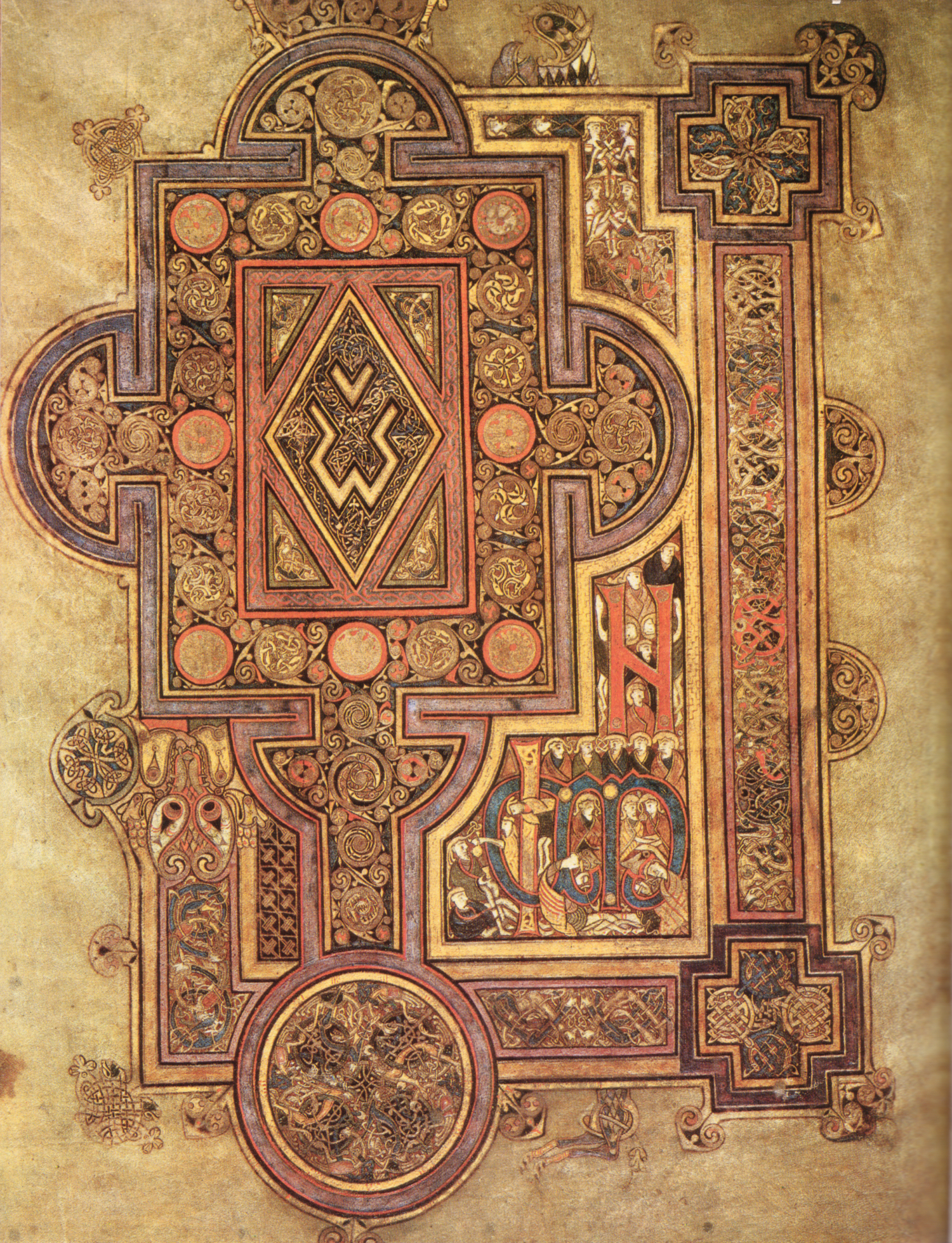
Фолія 188r. Інципіт Євангелія від Луки

Келлська книга містить чотири Євангелія, написаних чорними, червоними, пурпуровими та жовтими чорнилами, з передмовою, укладенням та вибіркою уривків з Євангелія. В наш час[коли?] книга складається з 340 пергаментних аркушів, названих фоліями. Велика частина аркушів є частиною подвійних сторінок, так званих біфолій, але деякі аркуші є одинарними.
Припускають, що близько 30 фолій було загублено (залишилася згадка, що в 1621 році у книзі було 344 фолії). Збережені фолії зібрані в 38 «зошитів». В один зошит входить від 4 до 12 фолій (від 2-х до 6-ти біфолій). Найчастіше в зошиті міститься 10 фолій. Деякі фолії є окремими аркушами, зокрема, багато важливих декорованих сторінок. На багатьох сторінках збереглися допоміжні лінії та відмітки. Пергамент високоякісний, хоча фолії мають різну товщину, від доволі грубих до надзвичайно тонких. Формат книги 330 на 250 міліметрів. Спочатку фолії не були одного розміру, але в XVIII столітті їх обрізали, привівши до однакового розміру. Дзеркало тексту — приблизно 250 на 170 мм. На кожній сторінці з текстом від 16 до 18 рядків. Манускрипт добре зберігся. Книга залишилася незавершеною, і деякі мініатюри існують тільки в начерках.

### Зміст
Книга у нинішньому вигляді містить передмову, повний текст Євангелія від Матвія, Марка, Луки та частину тексту Євангелія від Івана до Іван. 17:13. Залишок Євангелія від Івана та невідома частина передмови загублені — можливо, це сталося, коли книга була викрадена на початку XI століття.
Збережена частина передмови складається з двох фрагментів списків єврейських імен, які містяться в Євангеліях, Breves causae і Argumenta (посилання на Євангеліє та легенди про життя євангелістів) та канонічних таблиць Євсевія Кесарійського. Ймовірно, подібно до Євангелія з Ліндісфарна, книги з Дарроу та книги з Армаха, частина загубленої передмови містила лист Ієроніма Папі Дамасію I, відомий як Novum opus. Також можливо, хоча менш імовірно, що загублений матеріал включав в себе лист Євсевія до Карпіана, в якому він пояснює використання канонічних таблиць.
Існують два фрагменти списків єврейських імен; перший на правій стороні першої сторінки книги, другий на фолії 26, який в наш час[коли?] знаходиться у кінці вступу Євангелія від Іоанна. Перший фрагмент списку містить кінець списку імен з Євангелія від Матвія. Відсутні імена з цього списку повинні були займати додатково ще два аркуші. Другий фрагмент списку, на аркуші 26, містить близько чверті списку імен з Євангелія від Луки. Імена з цього Євангелія повинні займати ще близько трьох аркушів. Структура рукопису, в якому знаходиться аркуш 26, вказує про те, що додаткові три сторінки не могли знаходитися між аркушами 26 та 27, отже аркуш 26 знаходиться не на своєму місці. Списки імен для Марка та Іоанна втрачені.
За першим фрагментом списку знаходяться канонічні таблиці Євсевія Кесарійського. Ці таблиці, складені ще до створення Вульґати Ієронімом, являють собою систему перехресних посилань на паралельні місця Євангелія. Євсевій розділив кожне Євангеліє на фрагменти, розмір яких залежав від наявності паралелей в інших Євангеліях, а потім звів номери паралельних місць в таблиці, які дозволяють читачам знаходити схожі місця в різних Євангеліях. Канонічні таблиці традиційно включалися у вступну частину більшості середньовічних копій тесту Вульґати. Таблиці в Келлській книзі, однак, практично непридатні для використання, через спосіб, яким переписувач їх написав. Крім того, відповідні номери глав так і не були проставлені на поля книги, через що неможливо знайти місця, зазначені у таблицях. Причини, з яких ці номери глав не були прописані в книгу, невідомі. Можливо, що їх планували вставити, коли книга буде повністю завершена, а цього так і не сталося.
Breves causae та Argumenta належать до до-вульґатовської рукописної традиції. Breves causae — це короткі фрагменти старого латинського перекладу Євангелія. Вони розділені на ряд розділів. Нумерація розділів, також як і у випадку з канонічними таблицями, не проставлені в самих Євангеліях. Однак сумнівно, що ці номери могли бути використані навіть у тому випадку, якби книга була завершена, через те, що номери глав відповідають старому латинському перекладу, який не збігається з текстом Вульґати. Argumenta — це збірка легенд про євангелістів. Breves causae та Argumenta розташовані в досить дивному порядку: спочатку йдуть Breves causae і Argumenta для Матвія, потім Breves causae і Argumenta для Марка, потім Argumenta для Луки та Іоанна, потім Breves causae для Луки і Іоанна. Той же порядок можна знайти в Книзі з Дарроу, хоча там Breves causae для Луки та Іоанна знаходяться в кінці книги, у той час, як все інше — на початку. В інших рукописах цієї групи, таких як Євангеліє з Ліндісфарна, Книга з Армаха та Євангеліє з Ехтернаха, кожне Євангеліє розглядається як окрема робота, і має вступну частину, присвячену конкретно йому. Швидше за все, творці книги мали перед собою або Книгу з Дарроу, або який-то їх спільний взірець як модель.

### Текст та шрифт

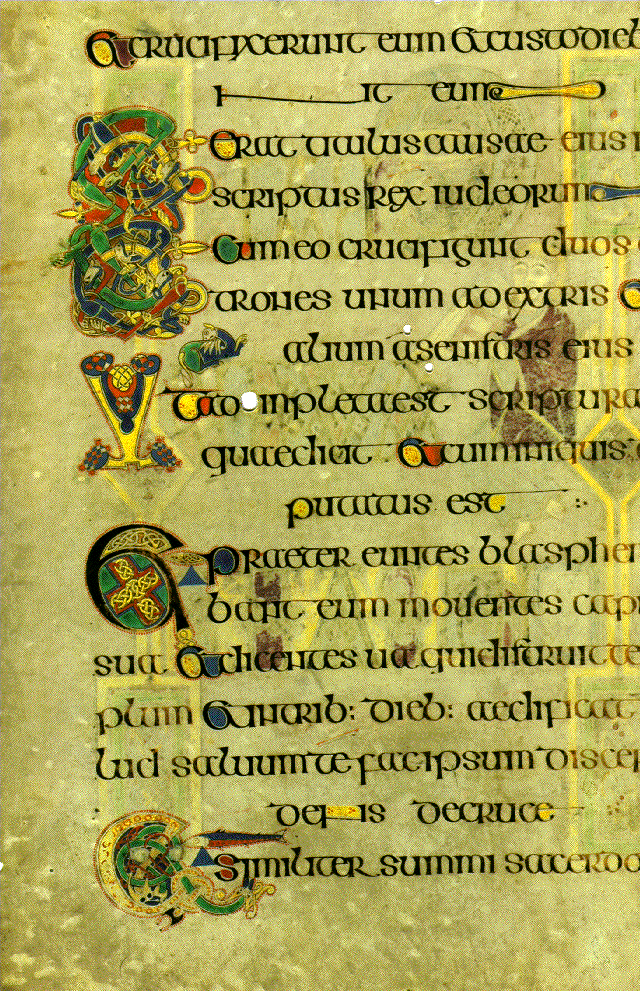
Фолія 183v, який містить текст з Євангелія від Марка, написаний острівним маюскулом, переписувачем, відомим як «Рука С».

Келлська книга містить текст чотирьох Євангелій, джерелом для якого була Вульґата. Однак, у тексті є відмінності, в яких використовується старий латинський переклад (доієронімовский). Ці варіації зустрічаються і в інших «острівних» Євангеліях, однак, не схоже, щоб існувало якесь одне джерело для всіх «острівних» текстів. Припускають, що переписувачі при роботі часто покладалися на свою пам'ять, а не на текст у книзі-прототипі.
Манускрипт написаний острівним маюскулом, іноді зустрічаються мінускул, в основному це літери «c» та «s». Текст, головним чином, написаний в один довгий рядок на всю сторінку.
Франсуаза Анрі ідентифікувала принаймні трьох переписувачів, назвавши їх «Рука А», «Рука B» та «Рука С». Рукою А написані аркуші з 1 по 19v, з 276 по 289 та з 307 до кінця рукопису. Рука А в основному використовувала коричневе чорнило, зроблене з «чорнильних горішків», які в той час використовувалися на всьому Заході. На її сторінках зазвичай 18 або 19 рядків тексту. Рукою B написані аркуші з 19r до 26 та з 124 до 128. У неї помітна тенденція писати мінскулом, червоне, пурпурове та чорне чорнило та змінну кількість рядків на сторінці. Рукою С написана більша частина тексту. У неї також помітна тенденція частіше, ніж у Руки А, використовувати мінускул. Вона писала тим же коричневим чорнилом з чорнильних горішків, що і Рука А. На її сторінках майже завжди 17 рядків тексту.

### Оздоблення
Текст оздоблений неймовірно складними за технікою виконання малюнками на всю сторінку, а також в самому тексті часто зустрічаються невеликі художні прикраси. У книзі використовується широка палітра кольорів. Найчастіше зустрічаються пурпуровий, бузковий, червоний, рожевий, зелений та жовтий. Але, незважаючи на загальну розкіш книги, для її оформлення не використовувалося срібло та золото. Пігменти, використані для створення чорнила, імпортувалися практично зі всієї Європи, а найрідкісніший та найдорожчий — лазурит — був привезений з Афганістану.
Кількість та якість малюнків набагато перевершують всі інші «острівні» Євангелія. Збереглося десять ілюстрацій, які займають повну сторінку, включаючи два з портретами євангелістів, три сторінки з чотирма символами євангелістів, сторінка з монограмою імені Христа, мініатюра Діви з Дитиною, мініатюра з арештом Христа, Христом у Славі та з Спокусою Христа. Також у книзі збереглися 13 повних сторінок з декорованим текстом, включаючи сторінки з першими кількома словами кожного Євангелія. На багатьох сторінках книги тільки частина тексту декорована. Вісім з десяти сторінок з канонічними таблицями щедро прикрашені візерунками, не прикрашені лише дві сторінки. Дуже ймовірно, що в книзі були й інші сторінки, нині втрачені. На додаток до цих сторінок з мініатюрами, в книзі є величезна кількість маленьких орнаментів та прикрас по всьому тексту, наприклад, для ініціалів.

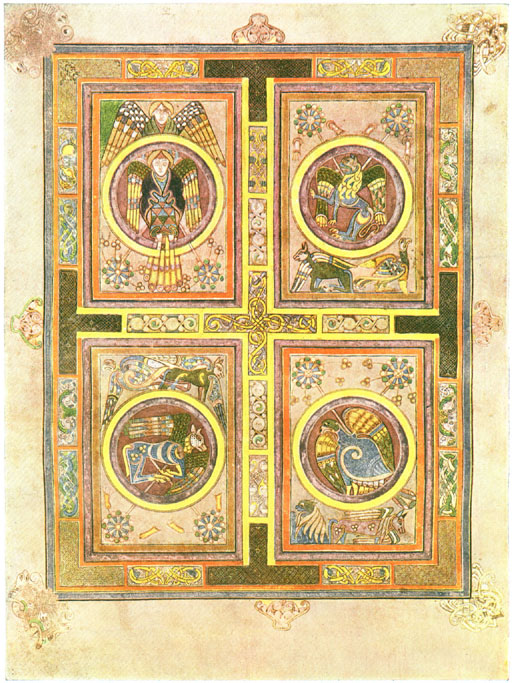
Фолія 129v з символами чотирьох євангелістів у Євангелія від Марка

Частина манускрипту, що збереглася, починається зі сторінки з фрагментом списку єврейських імен. Цей фрагмент займає тільки частину першої сторінки. Інша частина цієї сторінки зайнята мініатюрою з символами чотирьох євангелістів, яка нині майже стерта. Мініатюра розташована так, що книгу потрібно перевернути на 90 градусів, щоб побачити її у правильному положенні. Символи чотирьох євангелістів — це візуальна тема, що зустрічається протягом всього рукопису. Вони майже завжди зображені разом, щоб показати єдність чотирьох Євангелій.
Єдність чотирьох Євангелій підкреслюється також у оздобленні канонічних таблиць Євсевія. Вони самі по собі підкреслювали єдність Євангелій, дозволяючи читачеві знаходити схожі місця з різних книг. Канонічні таблиці Євсевія зазвичай вимагали для свого розміщення дванадцять сторінок. Творці Келлської книги спочатку й розраховували розмістити їх на 12 сторінках (аркуші з 1v по 7r), але, з невідомих причин, зменшили їх до 10 сторінок, залишивши аркуші 6v та 7r порожніми. Це призвело до того, що таблиці неможливо використовувати.
На малюнки перших восьми сторінок канонічних таблиць явно справили вплив ранні книги з Євангеліями, створені у Середземномор'ї. Прикрашати ці таблиці арками було дуже поширеною традицією. Творці Келлської книги також зробили це, але у своєму острівному стилі. Арки зображені не як архітектурні елементи, а скоріше як стилізовані геометричні шаблони, виконані з використанням кельтських мотивів. Символи чотирьох євангелістів займають простір над і під арками. Останні дві канонічні таблиці зображені в сітці, що вперше зустрічається в Книзі з Дарроу.

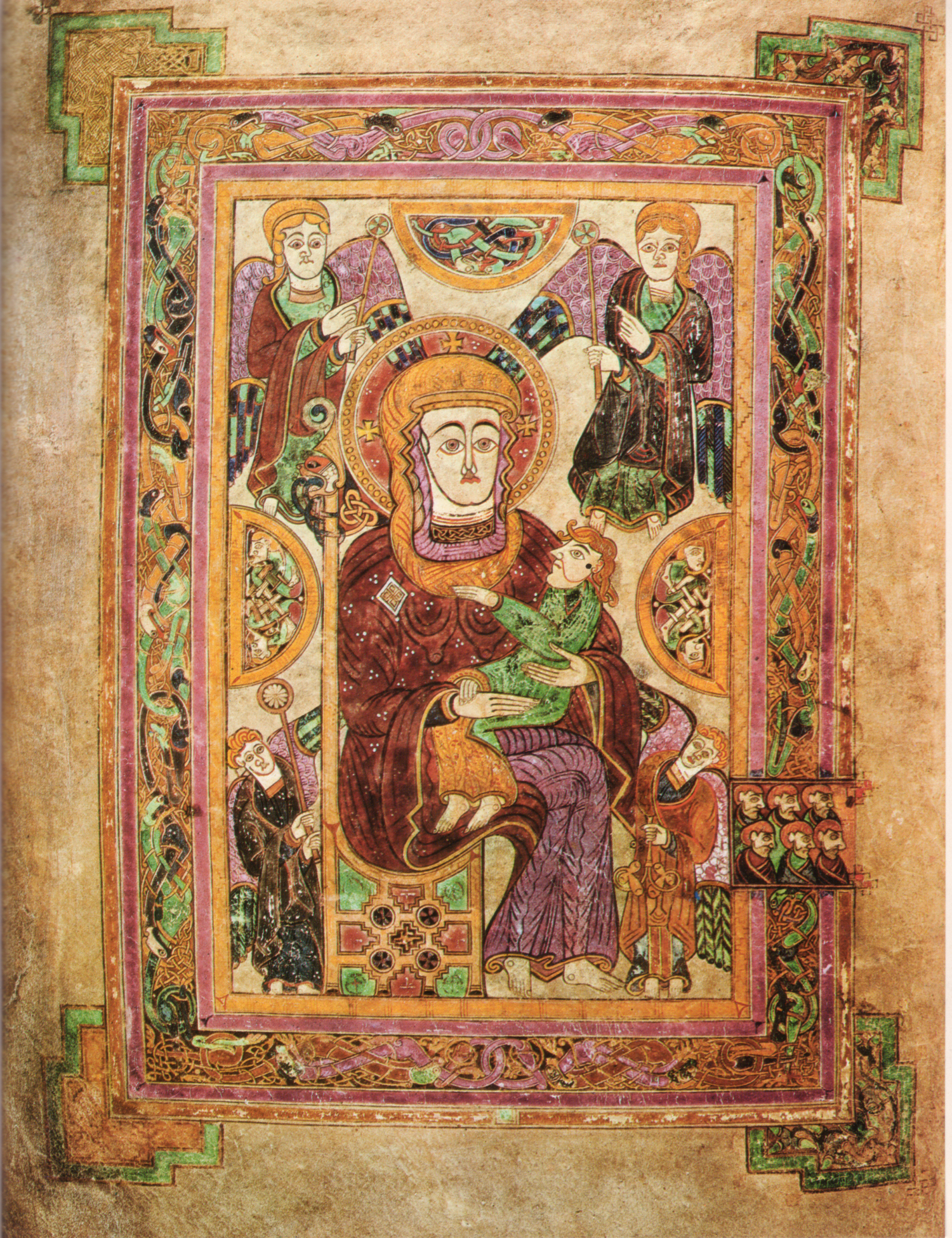
Фолія 7v, на якому знаходиться образ Діви Марії з немовлям Ісусом. Це найстаріше з відомих зображень Діви Марії в західних рукописах

Після канонічних таблиць манускрипт розділений на частини. Початок кожної частини позначений мініатюрами та сторінками з прикрашеним текстом. Кожному з Євангелія передує безліч ілюстрацій. Вступна частина розглядається як окремий розділ і їй передує щедро прикрашений розворот.
Перед вступом знаходиться зображення Діви Марії з немовлям Ісусом (аркуш 7v). Це найстаріший з відомих зображень Діви Марії в західних рукописах. Ця мініатюра стилістично схожа на зображення, вирізьблене на кришці гробу Святого Катберта. Іконографія мініатюри може носити сліди впливу Східних або Коптських ікон.
Мініатюра Діви з Дитям знаходиться перед першою сторінкою з текстом Breves Causae для Євангелія від Матвія, що починається зі слів Nativitas Christi in Bethlem (народження Христа у Вифлеємі). Головна сторінка (фоліо 8r) тексту Breves Causae оточена ретельно прикрашеною рамкою. Двохсторінковий розворот з мініатюрою та текстом пожвавлюють вступну частину рукопису. Перший рядок кожної частини вступу збільшений та прикрашений. Інші частини вступу виконані на гіршому рівні.
Книга була задумана так, щоб кожне Євангеліє починалося з ввідних ілюстрацій, створених за одним взірцем. Спочатку кожному Євангелія передувала мініатюра на повну сторінку з символами чотирьох євангелістів, за якою йшла порожня сторінка. Потім йшов портрет євангеліста, після якого починався вже власне текст, перша сторінка якого завжди рясно декорована. У Євангелії від Матвія збереглися портрет євангеліста (аркуш 28v) та сторінка з символами чотирьох євангелістів (аркуш 27r). У Євангелії від Марка відсутній портрет Євангеліста, але є сторінка з символами євангелістів (аркуш 129v). У Євангелії від Луки відсутні портрет та символи євангелістів. У Євангелії від Іоанна, також як в Матвія, збереглися і портрет (аркуш 291v) та сторінка з символами євангелістів (аркуш 290v). Припускають, що портрети Марка та Луки та сторінка з символами перед Лукою колись існували, але нині втрачені.

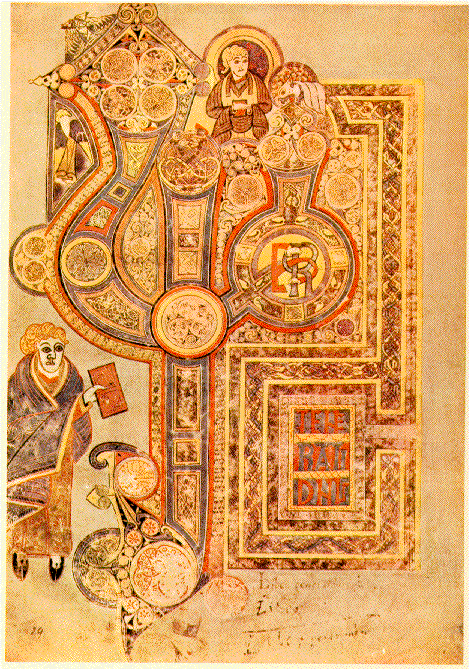
Фолія 29r. Інципіт Євангелія від Матвія.

Перші кілька слів Євангелія зазвичай рясно декоровані. Ці сторінки нагадують орнаменти на килимі. Часто сам текст дуже важко відчитати серед прикрас. Головна сторінка (аркуш 29r) Євангелія від Матвія слугує за гарний приклад цьому. Текст на сторінці складається тільки з двох слів Liber generationis (Книга поколінь). «Lib» зі слова Liber перетворено в гігантську монограму, яка займає більшу частину сторінки. «Er» з Liber представлено у вигляді орнаменту всередині літери «b» монограми «lib». Generationis розірване на три рядки і знаходиться всередині прикрашеної орнаментами рамки в правому нижньому квадранті сторінки. Все це оточене орнаментованим бордюром. Бордюр та букви прикрашені кельтськими візерунками зі спіралями та вузлами, а також з зооморфними мотивами. Початкові слова Марка, Initium evangelii (Початок Євангелія), Луки, Quoniam quidem multi, та Іоанна In principio erat verbum (Спочатку було Слово) створені у тому ж стилі. У всіх інших «острівних» Євангеліях ці сторінки також рясно декоровані, але рівня Келлської книги не досягають.
Євангеліє від Матвія починається з родоводу Ісуса Христа. Розповідь про життя Христа починається з Мат. 1:18. Цей «другий початок» Матвія виділений в багатьох ранніх книгах настільки, що часто ці дві частини можуть розглядатися як окремі роботи. «Другий початок» починається зі слова «Христос». У середньовічних манускриптах грецькі літери χ — «хи» та ρ — «ро» часто використовувалися для абревіатури імені Христа. У «острівних» Євангеліях початкова «Хі Ро монограма» зазвичай завжди збільшена та рясно прикрашена. У Келлській книзі «другий початок» прикрашено так же рясно, як початок Євангелія.

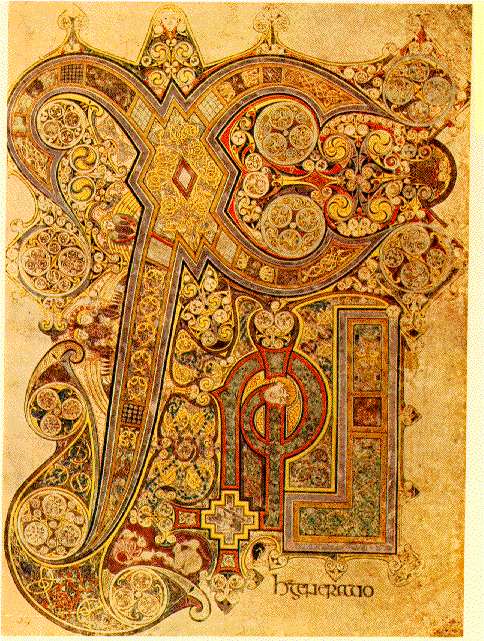
Фолія 34r, на якій зображена монограма Хі Ро (χρ) — перші букви імені Христос грецькою

Аркуш 33r, єдина сторінка у Келлській книзі яка містить тільки орнамент. Після цього йде пуста сторінка 33v, за якою слідує, можливо, найвідоміша з усіх середньовічних мініатюр, сторінка з монограмою Хі Ро, яка служить інципітом (початком) для розповіді про життя Христа.
У Келлській книзі монограма Хі Ро виросла до розмірів цілої сторінки. Буква «Хі» домінує на сторінці, займаючи більшу її частину. «Ро» розташована під буквою «Хі» праворуч. Обидві букви покриті рясними візерунками з кельтськими вузлами. Фон також вкритий величезним числом візерунків з спіралями та вузлами. Всередині цієї маси орнаментів заховані фігури тварин та комах. Три янгола з'являються з-під літери «Хі». Ця мініатюра є найбільшою і найрозкішнішою монограмою Хі Ро у всіх «острівних» Євангеліях, кульмінацією традиції, які почалася з Книги з Дарроу.
Келлська книга містить дві мініатюри на повну сторінку, які ілюструють епізоди зі Страстями Христовими. Текст Матвія ілюстрований мініатюрою з арештом Христа (аркуш 114r). У тексті Луки є повносторінкова мініатюра зі Спокусою Христа (аркуш 202v).
Зворотний бік аркуша, на якому зображений Арешт Христа, містить повну сторінку декорованого тексту. Слідом за мініатюрою зі Спокусою Христа також слідує сторінка з декорованим текстом (аркуш 203r). Є ще п'ять сторінок з декорованим текстом. У Євангеії від Матвія знаходиться одна така сторінка (аркуш 124r). У Євангелії від Марка є дві сторінки з декорованим текстом (аркуш 183r і аркуш 187v). Євангеліє від Луки також має дві сторінки декорованого тексту (аркуш 188v і аркуш 285r). У Євангелії від Іоанна, крім інципіта, немає інших сторінок з декорованим текстом. У трьох інших Євангеліях всі сторінки з декорованим текстом, за винятком аркуша 188v, зустрічаються всередині розповідей про Страсті Христові. У Євангелії від Іоанна саме ця частина тексту відсутня, отже, ймовірно, в Іоанна колись існували сторінки з декорованим текстом.
Прикраси в книзі розміщені не лише на основних сторінках. Всі, за винятком двох, сторінки містять ілюстрації чи орнаменти. По всьому тексту розкидані декоровані ініціали та маленькі фігурки тварин та людей, часто закручені у вузли і складні орнаменти. Багато важливих текстів, такі як молитва Отче наш, мають декоровані ініціали. На сторінці, яка містить заповіді про блаженства з Нагірної проповіді в Євангелії від Матвія (фолія 40v) є велика мініатюра вздовж лівого краю сторінки, яка складається з пов'язаних між собою букв «B», з яких починається кожен рядок. Генеалогія Христа з Євангелія від Луки (аркуш 200r) містить мініатюру, в якій вздовж лівого поля сторінки в ланцюжок з'єднані слова «qui». Багато маленьких фігурок тварин, розсіяних по тексту, служать позначками про закінчення рядка, а іноді вони просто заповнюють місце, яке залишилось у кінці рядка. Жодна з цих фігурок не повторює іншу.
Усі прикраси в книзі виконані з найвищою майстерністю. Деякі візерунки можна розрізнити лише за допомогою лупи. Візерунки та орнаменти мають багато схожих рис з ювелірними прикрасами і різьбленням по каменю, які притаманні тій епосі. Дизайн цих візерунків часто використовується і в сьогоднішніх ювелірних прикрасах та татуюванні.

## Використання
Книга була призначена радше для використання під час богослужінь, ніж для читання. Великі, щедро прикрашені Євангелія, такі як Келлська книга, зазвичай зберігалися на вівтарі церкви та використовувалися лише для читання Євангелія під час меси. Однак читець, часто, не читав текст з книги, а цитував по пам'яті.
Як стверджується в Хроніках Ольстера, книга була вкрадена з ризниці (де зберігалися чаші та інший посуд, що використовується під час меси), а не з монастирської бібліотеки. Оформителі книги, швидше за все, мали на увазі саме таке її використання, щоб вона скоріше виглядала розкішною, ніж була корисною. У тексті є численні помилки. Номери глав, необхідні для використання канонічних таблиць, так і не були проставлені на полях. Загалом, все робилося для того, щоб не порушити естетику сторінок: у естетики був явний пріоритет над корисністю.

## У мистецтві
- The Book Of Kells — другий студійний альбом кельтської рок-групи Iona, записаний на початку 1992 року
- Таємниця Келлс (англ. The Secret of Kells) — повнометражний кольоровий анімаційний фільм 2009 року, в центрі сюжету якого історія порятунку та завершення Келлської книги на початку IX століття.